# 야마다 고로
야마다 고로(일본어: 山田 午郎, 1894년 3월 3일 ~ 1958년 3월 9일)는 일본의 축구 선수이다.

## 지도자 경력
1925년 일본 국가대표팀 감독으로 선임되었다. 극동 선수권 대회에 출전했다.